# سیارک ۱۴۹۵۹
سیارک ۱۴۹۵۹ (به انگلیسی: 14959 TRIUMF، نامگذاری:1996JT3) چهارده هزار و نهصد و پنجاه و نهمین سیارک کشف شده‌است که در ۹ مه ۱۹۹۶ کشف شد.
قدر مطلق سیارک برابر ۱۹.۵ است.